# فراح عبادي
فراح عبادي (بالسويدية: Farah Erichsén)‏ هي مقدمة تلفزيونية سويدية، ولدت في 18 يناير 1988.